# Neottiosporina asymmetrica
Neottiosporina asymmetrica är en svampart som beskrevs av B. Sutton & Alcorn 1974. Neottiosporina asymmetrica ingår i släktet Neottiosporina, divisionen sporsäcksvampar och riket svampar.   Inga underarter finns listade i Catalogue of Life.